# Università di Lleida
L'Università di Lleida è un'istituzione scolastica universitaria spagnola che si trova a Lleida, in Catalogna.

## Storia
In passato l'ateneo raccoglieva alunni da tre regioni: aragonesi, catalani, valenzani. Non poteva non regnare il campanilismo. Secondo gli statuti, il rettore era addirittura uno studente; durava in carica per un anno, scelto e turno tra gli studenti di legge di ciascuno dei tre raggruppamenti regionali. Il rettore-studente deliberava non solo per gli alunni ma anche per gli insegnanti.
Dal 1571 al 1577 studiò all'università di Lerida San Giuseppe Calasanzio fondatore delle Scuole Pie.

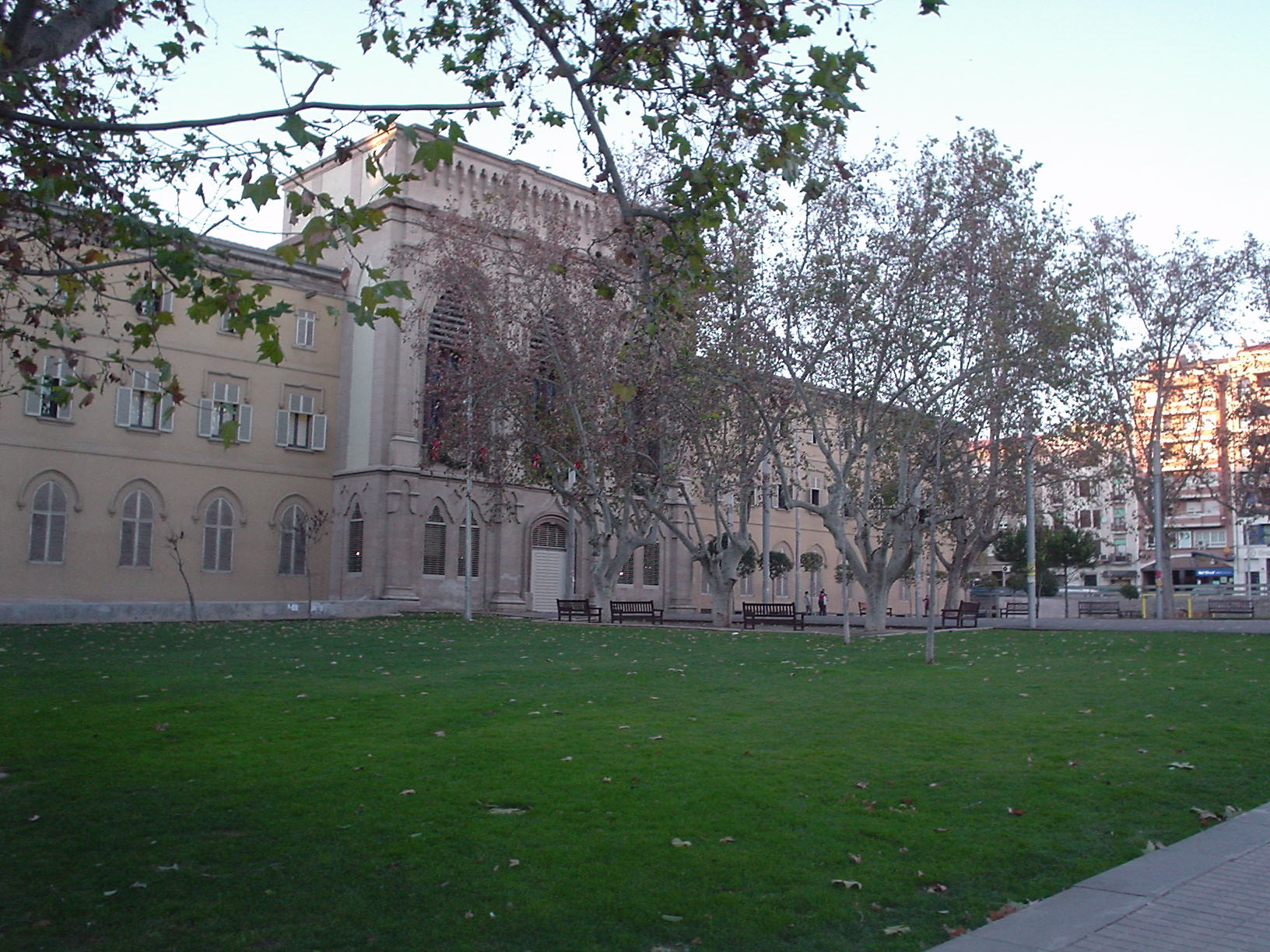
Sede dell'università